# Червен терор (Съветска Русия)
Вижте пояснителната страница за други значения на Червен терор.
Червеният терор (на руски: красный террор) е кампания за политически репресии и екзекуции в Съветска Русия, провеждана от болшевиките, главно чрез болшевишката тайна полиция Чека в периода септември 1918 г. – 1922 г. Насилието, извършвано от болшевишки войници, моряци и Червената гвардия, започва още от края на 1917 г., непосредствено след революцията, и продължава по време на цялата Гражданска война (1917 – 1922). Болшевишкият лидер Лев Троцки оправдава репресивните мерки като необходим отговор на Белия терор, започнал през 1917 г..
Официално кампанията е обявена през септември 1918 г. след опитите за покушение срещу Владимир Ленин, заедно с успешните убийства на лидера на Петроградската ЧК Моисей Урицки и партийния редактор В. Володарски, предполагаемо извършени в отмъщение за масовите репресии на болшевиките. Червеният терор е моделиран по подобие на Големият терор от Френската революция и се стреми да елиминира политическото несъгласие, опозицията и всяка друга заплаха за болшевишката власт .

## Предистория
Когато болшевиките взема властта през ноември 1917 г., много от висшите функционери се надяват да избегнат насилието, но надеждите им не се оправдават и именно насилието определя този период. С един от първите си декрети на 8 ноември 1917 г. Вторият Всеруски конгрес на Съветите на работническите и войнишките депутати отменя смъртното наказание. То първоначално е отменено от Февруарската революция, но след това е възстановено от правителството на Керенски. През първите три месеца от правителството на Ленин не е издадена нито една смъртна присъда. Това правителство всъщност представлява коалиция с левите есери, които, макар и терористи по време на царизма, са твърди противници на смъртното наказание. Въпреки това, с нарастването на натиска от Белите армии и започването на международна интервенция, болшевиките възприемат по-суровата гледна точка на Владимир Ленин.
Болшевиките прилагат терор още преди официалната декларация за това от 5 септември 1918 г. Тази ранна фаза на терора се осъществява главно от моряци, войници и червеногвардейци и включва конфискации, глоби, екзекуции и вземане на заложници. Например на 14 януари 1918 г. болшевишки моряци от Черноморския флот убиват около 300 жертви в Евпатория, като им чупят крайниците и ги хвърлят от парахода „Румъния“.
Обект на насилието в ранния период са главно офицери, кадети и „буржоа“. В средата на януари в Одеса моряци убиват офицери и юнкери (офицери-курсанти), като ги хвърлят от руския крайцер „Алмаз“. Според друг разказ, един полковник е бил хвърлен жив в пещта на парен локомотив.
Други случаи на насилие са извършвани от цивилни поддръжници на болшевиките. Малко след превземането на Ростов от болшевиките през ноември 1917 г., в Таганрог работници обкръжават петдесет офицерски кадети, които се предават с уговорката, че животът им ще бъде пощаден. Те са отведени в металургична фабрика и хвърляни един по един в доменната пещ.
Няколко видни личности също стават жертва на тази фаза на насилие. На 20 ноември (3 декември) 1917 г. в Могильов генерал Николай Духонин се предава на болшевика Криленко. Въпреки усилията на Криленко да защити генерала, Духонин е линчуван от болшевишки моряци от Балтийския флот.
Решението за прилагане на Червения терор е продиктувано и от първоначалното масово убийство на „червени“ затворници по време на Московското въстание през октомври 1917 г., от съюзническата намеса в Руската гражданска война и от мащабните кланета на червени по време на Финландската гражданска война, в които финландците убиват между 10 000 и 20 000 революционери.
На 7 декември 1917 г. е създадена Чека (на руски: Всероссийская чрезвычайная комиссия по борьбе с контрреволюцией и саботажем, съкратено ВЧК) и Феликс Дзержински е назначен за директор със задачата да изкорени контрареволюционните заплахи срещу съветското правителство.
На 21 февруари 1918 г. смъртното наказание също е официално възстановено като изключителен революционен инструмент с известния декрет „Социалистическата родина е в опасност!“. В член 8 се казва: „Вражеските агенти, спекулантите, мародерите, хулиганите, контрареволюционните агитатори и германските шпиони да бъдат разстреляни на място“.
От април 1918 г. руските анархисти стават първите жертви на новата политика. Те остро критикува централизацията на политическата власт от страна на болшевиките чрез създаването на доминирания от болшевиките Съвет на народните комисари (Совнарком), национализирането на земята, подчинението на фабричните комитети на мрежа от профсъюзи, контролирана от държавата и създаването на тайната полицейска организация ЧЕКА; по-късно анархистите широко се противопоставят на Декларацията за правата на народите на Русия и на Брест-Литовския договор като предателство към революционния интернационализъм и идеала за липса на държавност. Някои войнствени бакунистки анархисти дори призовават за въоръжена борба срещу диктатурата. Междувременно болшевиките свързват антиболшевишката реторика и престъпления (грабежи, експроприации и убийства), извършени от някои анархисти, с всички анархисти и ги възприемат като легитимна заплаха. Впоследствие Совнаркомът решава да ликвидира престъпността, свързана с анархистите, и да разоръжи и разпусне всички анархистки организации. В Москва и Петроград Чека до голяма степен успява да разпусне всички анархистки организации; по-специално, на 12 април 1918 г. Чека извършва обиски в 26 анархистки центъра в Москва, включително централата на Московската федерация на анархистките групи Домът на анархията. В почти всички случаи анархистите се предават без бой, но в Донския манастир и в Дома на анархията анархистите оказват яростна съпротива; в резултат са убити дузина чекисти, 40 анархисти са убити или ранени, а около 500 други са арестувани.
На 16 юни 1918 г., повече от два месеца преди събитията, които официално катализират Терора, нов декрет възстановява смъртното наказание като обичайна наказателна мярка, като инструктира Революционните народни съдилища да го използват „като единствено наказание за контрареволюционни престъпления“. Също преди това, Ленин издава заповеди и произнася речи, които включват груби изрази и описания на бруталните мерки, които трябва да се предприемат срещу „класовите врагове“, които обаче често реално не са по същество заповеди или не са изпълнявани като такива. Например, в телеграма, която става известна като „Заповедта на Ленин за обесванe“, той изисква да се „смажат“ земевладелците в Пенза и публично да се обесят „поне 100 кулаци, богати копелета и известни кръвопийци“ в отговор на селския бунт там; въпреки това са арестувани само 13-те организатори на въстанието, а то е прекратено с редица пропагандни дейности; през 1920 г., след като получава информация, че в Естония и Латвия, с които Съветска Русия е сключила мирни договори, доброволци се записват в антиболшевишки отряди, Ленин предлага да се „напредне с 10–20 мили (версти) и да се обесят кулаци, свещеници, земевладелци, а да са обвинят зеленоармейците“, но вместо това правителството на Ленин се ограничава до изпращане на дипломатически ноти. Руският историк Логинов обяснява, че Ленин се е опитал да компенсира „липсата на реална власт“ с „изобилие от декрети“, или „просто със силни думи“.
през 1918 г. има 258 въстания (кулашки бунтове) и Ленин оправдава държавния отговор на тези предходни събития, както и със заплахата от Бял терор. Той обобщава, че или „кулаците ще избият огромен брой работници, или работниците безмилостно ще потушат бунта на хищническото кулашко малцинство... Не може да има среден път“.

## Начало
Леонид Канегисер, млад военен кадет от Императорската руска армия, убива Моисей Урицки на 17 август 1918 г. пред щаба на Петроградската ЧК в отмъщение за екзекуцията на неговия приятел и други офицери.
На 30 август есерката Фани Каплан неуспешно се опитва да убие Владимир Ленин.
При разпитите Каплан споменава като мотив нарастващия авторитаризъм на болшевиките, цитирайки насилственото закриване на Учредителното събрание през януари 1918 г., и изборите, на които те губят. Когато става ясно, че Каплан няма да издаде никакви съучастници, тя е екзекутирана в Александровската градина, близо до западните стени на Кремъл. През 1958 г. командирът на Кремъл, бившият балтийски моряк Павел Дмитриевич Малков (1887 – 1965) разкрива, че лично е екзекутирал Каплан на тази дата по изрична заповед на Яков Свердлов, главен секретар на ЦК на КПСС.:с. 442 Тя е убита с куршум в тила, трупът ѝ е хвърлен в бъчва и подпален, за да може „останките ѝ да бъдат унищожени безследно“, както бил наредил Свердлов.
Тези събития убеждават правителството да се вслуша в призивите на Дзержински за по-голям терор срещу опозицията. Кампанията за масови репресии официално започва след това, между 17 и 30 август 1918 г.

## Провеждане
Докато се възстановява от раните си, Ленин дава указание: „Необходимо е – тайно и спешно да се подготви терорът.“ В незабавен отговор на двете атаки, чекистите убиват приблизително 1300 „буржоазни заложници“, държани в затворите в Петроград и Кронщат.
Болшевишките вестници играят важна роля за подбуждането към ескалация на държавното насилие: още на 31 август те започват репресивната кампания. Статия, публикувана във вестник Правда, възкликва: „Време е да смажем буржоазията или да бъдем смазани от нея... Химнът на работническата класа ще бъде песен на омразата и отмъщението!“ На следващия ден вестник Красная газета заявява, че „само реки от кръв могат да изкупят кръвта на Ленин и Урицки“.
Първото официално съобщение за кампанията на червен терор е публикувано в „Известия“ на 3 септември, озаглавено „Обръщение към работническата класа“: то е изготвено от Дзержински и неговия асистент Йекабс Петерс и призовава работниците да „смажат хидрата на контрареволюцията с масиран терор“; то също така ясно посочва, че „всеки, който се осмели да разпространи и най-малкия слух срещу съветския режим, ще бъде незабавно арестуван и изпратен в концентрационен лагер“. „Известия“ съобщава, че през 4-те дни след опита за покушението върху Ленин само в Петроград са екзекутирани над 500 заложници.
Впоследствие, на 5 септември, Съветът на народните комисари издава декрета „За червения терор“, с който се предписва „масови разстрели“ да бъдат „извършвани без колебание“; декретът заповядва Чека „да защити Съветската република от класовите врагове, като ги изолира в концентрационни лагери“ и заявява, че контрареволюционерите „трябва да бъдат екзекутирани чрез разстрел[и] че имената на екзекутираните и причините за екзекуцията трябва да бъдат оповестени публично“.
На 15 октомври водещият чекист Глеб Бокий съобщава, че в Петроград са разстреляни 800 предполагаеми врагове и други 6229 са арестувани. Жертвите през първите два месеца са между 10 000 и 15 000, въз основа на списъци с екзекутираните лица, публикувани в „Седмичник на Чека“ и други официални издания.

С напредването на Руската гражданска война значителен брой затворници, заподозрени и заложници са екзекутирани, защото принадлежат към „имотните класи“. Записани са конкретни числа за градовете, окупирани от болшевиките:
В Харков през февруари-юни 1919 г. е имало между 2000 и 3000 екзекуции и още 1000–2000, когато градът е превзет отново през декември същата година; в Ростов на Дон - приблизително 1000 през януари 1920 г.; в Одеса - 2200 през май-август 1919 г., след това 1500–3000 между февруари 1920 г. и февруари 1921 г.; в Киев - най-малко 3000 през февруари-август 1919 г.; в Краснодар - най-малко 3000 между август 1920 г. и февруари 1921 г.; в Армавир, малък град в Кубан, между 2000 и 3000 през август-октомври 1920 г.
На 16 март 1919 г. всички военни отряди на ЧК са обединени в един орган – Войските за вътрешна отбрана на републиката (клон на ЧК), които през 1921 г. наброяват най-малко 200 000 души. Тези войски впоследствие контролират трудовите лагери, управляват системата ГУЛАГ, провеждат реквизиции на храна от селяните и потушават селски и работнически бунтове, както и бунтове в Червената армия (в която се множат дезертьорите).
Един от главните организатори на Червения терор за болшевишкото правителство е армейският комисар Ян Берзин, чието истинско име е Петерис Кюзис. Участва в Октомврийската революция, а след това работи в централния апарат на ЧК. По време на Червения терор, Берзин въвежда система за вземане и разстрелване на заложници, за да спре дезертьорствата и други „актове на нелоялност и саботаж“. Като началник на специален отдел на Латвийската червена армия (по-късно руската 15-та армия), Берзин играе роля в потушаването на въстанието на червените моряци в Кронщат през март 1921 г. Той се отличава особено в хода на преследването, залавянето и убиването на бунтовните моряци.

## Засегнати групи
Сред жертвите на Червения терор са царисти, либерали, не-болшевишки социалисти, анархисти, духовници, обикновени престъпници, контрареволюционери и други политически дисиденти. По-късно, индустриалните работници, които не успяват да изпълнят производствения план, също са обект на атака.
Първите жертви на терора са социалистическите революционери (есерите). През месеците на кампанията са екзекутирани над 800 есери, а хиляди други са прогонени или задържани в трудови лагери. В рамките на няколко седмици екзекуциите, извършени от Чека, надхвърлят няколко пъти броя на смъртните присъди, произнесени в Руската империя през 92-годишния период от 1825 до 1917 г. Въпреки че първоначално основните цели на терора са есерите, повечето от преките жертви са свързани с предходните режими.

### Селяни
Вътрешните войски на ЧК и Червената армия практикуват тактиката на терор, като вземат множество заложници и ги екзекутират, често за дезертьорство на насилствено мобилизираните селяни. Според Орландо Файджис, през 1918 г.от Червената армия дезертират над 1 милион души, през 1919 г.- около 2 милиона души и почти 4 милиона през 1921 г. Около 500 000 дезертьори са арестувани през 1919 г. и близо 800 000 през 1920 г. от войските на Чека и специалните подразделения, създадени за борба с дезертьорствата. Хиляди дезертьори са убити, а семействата им често са взети за заложници. Според указанията на Ленин, 

След изтичането на седемдневния срок дезертьорите да се предадат, трябва наказанията за тези непоправими предатели на народната кауза да се увеличат. Семействата им и помагачите да се считат за заложници и с тях да се отнасят по съответния начин.

През септември 1918 г. само в дванадесет губернии на Русия са арестувани 48 735 дезертьори и 7 325 разбойници: 1 826 са екзекутирани, а 2 230 са депортирани.
По време на потушаването на Тамбовското въстание от 1920 – 1921 г. около 100 000 селски бунтовници и техните семейства са арестувани или депортирани, а може би 15 000 са екзекутирани. По време на бунта Михаил Тухачевски (главнокомандващ на Червената армия в района) разрешава на войниците да използват химическо оръжие срещу села с цивилно население и бунтовници. Публикации в местните комунистически вестници открито възхваляват ликвидирането на „бандитите“ с отровен газ.
Тази кампания поставя началото на системата на ГУЛАГ и някои учени изчисляват, че към септември 1921 г. в лагер са били затворени 70 000 души (това число изключва тези в няколко лагера в региони, които са въстанали, като например Тамбов). Условията в тези лагери причиняват висока смъртност и често се случват масови убийства. Например в лагера Холмогори ЧК възприема практиката да удавя завързани затворници в близката река Северна Двина. Понякога цели затвори са били „изпразвани“ от затворници чрез масови разстрели, преди градът да бъде изоставен на белите сили.

### Работници
На 16 март 1919 г. ЧК щурмува фабриката Путилов. Стотици работници, които стачкуват, са арестувани, от които около 200 са екзекутирани без съд и присъда през следващите няколко дни. През пролетта на 1919 г. в градовете Тула, Орел, Твер, Иваново и Астрахан се провеждат множество стачки. Гладуващите работници искат да получат хранителни дажби, съответстващи на тези на войниците от Червената армия. Те също така искат премахване на привилегиите за болшевиките, свобода на печата и свободни избори. ЧК безмилостно потушава всички стачки, използвайки арести и екзекуции.

### Духовенство
Членовете на духовенството са подложени на особено брутално малтретиране. Според документи, цитирани от Александър Яковлев, тогавашен ръководител на Президентския комитет за реабилитация на жертвите на политически репресии, свещеници, монаси и монахини са били разпъвани на кръст, хвърляни в казани с врящ катран, скалпирани, удушавани, „причастявани“ с разтопено олово и давен в дупки в леда. Само през 1918 г. са били екзекутирани около 3000 души.

## Брой на жертвите
Сред западните историци няма консенсус относно броя на жертвите на Червения терор. Джеймс Райън пише, че „по най-ниски оценки“ от декември 1917 г. до февруари 1922 г. е имало „средно“ по 28 000 екзекуции годишно и че броят на разстреляните в началния период на Червения терор е най-малко 10 000. Оценките за целия период варират от 50 000 екзекуции до 140 000 или 200 000 души, плюс допълнителни 400 000 убити в затворите или при потушаване на местни бунтове. Най-ниската сред оценките „за загиналите от ръцете на съветското правителство“, цитирани от Евън Модсли, е цифрата от 12 733 екзекутирани от Чека между 1917 и 1920 г., според оценките на Мартин Лацис; Модсли пише, че „цифрите на Лацис изглеждат твърде ниски, а на Конкуест - твърде високи, но човек може само да гадае“, което предполага, че цифрите 50 000 жертви, представени от Уилям Хенри Чембърлин, и 140 000 жертви, представени от Джордж Легет, са по-правдоподобни. Роналд Хингли пише, че оценката на Чембърлин „трябва да е по-близо до истината“ от „1 700 000, което изглежда като значително преувеличение“.
През 1924 г. народният социалист Сергей Мелгунов (1879 – 1956) публикува подробен отчет за червения терор в Русия, където цитира данните на професор Шарл Саролеа за 1 766 188 екзекуции. Той поставя под въпрос точността на данните, но подкрепя „характеристиката на терора в Русия“ на Саролеа, заявявайки, че тя „като цяло съответства на реалността“. Други източници също сочат широко разпространеното твърдение за 1 700 000 жертви като „огромно преувеличение“ и поставят оценки, по-близки до 50 000 за тригодишния период на Гражданската война. Британският историк Роналд Хингли отдава преувеличеното твърдение за 1 700 000 жертви на изявление на лидера на Бялата армия Антон Деникин. Според историка У. Брус Линкълн (1989 г.) обаче, най-добрите оценки за общия брой екзекуции сочат, че броят им е около 100 000.

## Тълкувания от историци
Историци като Стефан Куртоа и Ришар Пайпс твърдят, че болшевиките е трябвало да използват терор, за да останат на власт, защото не са имали народна подкрепа; Пайпс е представител на „неотрадиционалистките“ историци, които се противопоставят на „ревизионистите“, които поставят акцент върху „народния“ характер на болшевишката революция и следват „тоталитарен“ подход, който продължава „традиционалисткия“ подход, доминиращ по време на Студената война; за „традиционалистите“ и „неотрадиционалистите“ Революцията е нещо, наложено от революционерите „отгоре“ с политическа хитрост и груба сила. Въпреки че болшевиките доминират сред работниците, войниците и в своите революционни съвети, те получават по-малко от една четвърт от народния вот на изборите за Учредително събрание, проведени скоро след Октомврийската революция, тъй като се ползват с много по-малка подкрепа сред селяните. Изборите за Учредително събрание предшестват разцеплението между десните есери, които са против болшевиките, и левите есери, които са техни коалиционни партньори, вследствие на което много от гласовете на селяните, предназначени за последните, отиват при есерите. Масовите стачки на руските работници са „безмилостно“ потушавани по време на Червения терор.
Според Пайпс, терорът неизбежно подлежи на оправдание поради убеждението на Ленин, че човешкият живот трябва да се жертва за изграждането на новия комунистически ред. Пайпс цитира наблюдението на Маркс върху класовите борби във Франция през 19-ти век: „Настоящото поколение прилича на евреите, които Моисей е водил през пустинята. То не само трябва да завладее един нов свят, но и трябва да загине, за да направи място за хората, които са годни за един нов свят“; въпреки това Пайпс отбелязва, че нито Карл Маркс, нито Фридрих Енгелс са насърчавали масовите убийства.
Орландо Файджис смята, че червеният терор е имплицитно присъщ не толкова на самия марксизъм, колкото на бурното насилие, разразило се по време на Руската революция. Той отбеляза, че редица болшевики, водени от Лев Каменев, Николай Бухарин и Михаил Олмински, са критикували действията и са предупредили, че благодарение на „насилственото завземане на властта от Ленин и отхвърлянето на демокрацията“, болшевиките ще бъдат „принудени все повече да прибягват към терор, за да заглушат политическите си критици и да подчинят обществото, което не могат да контролират с други средства“. Файджис също твърди, че Червеният терор „е избухнал отдолу. Той е бил неразделна част от социалната революция от самото начало. Болшевиките са насърчавали, но не са създавали този масов терор. Основните институции на терора са били оформени, поне отчасти, в отговор на този натиск отдолу“.

Редица историци, като Пайпс и Никола Верт („Черната книга на комунизма “), противопоставят Червения и Белия терор, твърдейки, че докато Червеният терор е политическа стратегия и „революционно“ средство за реконструкция на света, идеологическо и инструментално, Белият терор е възстановителна, произволна и временна мярка, просто „репресивно насилие“, за да се възстанови предишното статукво. Робърт Конкуест е убеден, че „безпрецедентният терор трябва да изглежда необходим за идеологически мотивираните опити за масова и бърза трансформация на обществото, против естествените му възможности“, докато Верт пише:
Болшевишката политика на терор е по-систематична, по-добре организирана и насочена към цели социални класи. Освен това, тя е обмислена и приложена на практика преди избухването на гражданската война. Белият терор никога не е бил систематизиран по такъв начин. Той почти неизменно е дело на отряди, които са извън контрол и предприемат действия, разрешени неофициално от военното командване, което се опитва да действа като правителство, но без особен успех,. Ако се изключат погромите, които самият Антон Деникин осъжда, Белият терор най-често е поредица от репресии на полицията, действаща като вид военна контраразузнавателна сила. ЧК и Войските за вътрешна отбрана на републиката са структуриран и мощен инструмент за репресии от съвсем различен порядък, който има подкрепата на болшевишкия режим на най-високо ниво.

## Значение
Червеният терор е значим като първата от многобройните терористични кампании, водени от комунисти в Съветска Русия и много други страни.  Според историка Ричард Пайпс, той предизвиква Руската гражданска война. Меншевикът Юлий Мартов пише за червения терор:
Звярът е вкусил гореща човешка кръв. Машината за убиване на хора е задействана ... Но кръвта ражда кръв ... Свидетели сме на нарастващата ожесточеност на гражданската война, на нарастващите зверства на хората, въвлечени в нея. 